# Баранас, Пётр Ильич
Пётр Ильич Баранас (1914—1998) — директор совхоза «Чесноковский» Михайловского района Амурской области, Герой Социалистического Труда.

## Биография
Родился 1 января 1914 года в селе Петрушино (сейчас — Баганский район Новосибирской области).
Образование: окончил неполную среднюю школу (1929), совхозное училище (1933), сельскохозяйственный техникум (1939) и Благовещенский сельскохозяйственный институт по специальности зоотехния (1962).
В 1929 году по комсомольской путёвке приехал в Приамурье. Работал в совхозе рабочим, бригадиром животноводческой фермы. С 1939 года директор учхоза-техникума. Член ВКП(б)/КПСС с 1939 года.
Участник Советско-японской войны. Служил на армейских складах Дальневосточного фронта. После демобилизации вернулся на прежнее место работы.
В 1954—1960 годах — директор совхоза «Борисоглебовский» Октябрьского района, в 1960—1977 годах — директор совхоза «Чесноковский» Михайловского района (Амурская область).
Указом Президиума Верховного Совета СССР от 8 апреля 1971 года за выдающиеся успехи в развитии сельскохозяйственного производства и выполнении пятилетнего плана продажи государству продуктов земледелия и животноводства присвоено звание Героя Социалистического Труда. Свой передовой опыт обобщил в брошюре «Управление производством в совхозе „Чесноковский“» (1972).
С апреля 1977 года на пенсии. Жил в Благовещенске по адресу: улица Трудовая, дом 26. Персональный пенсионер союзного значения. Первый председатель Благовещенской районной организации ветеранов войны, труда, Вооружённых сил и правоохранительных органов, созданной в 1987 году. Член Совета по аграрной политике при Главе администрации Амурской области с 1996 года.
Умер в 1998 году.
Награждён орденами Октябрьской Революции (23.12.1977), Отечественной войны II степени (11.03.1985), Трудового Красного Знамени (22.03.1966), медалями (в том числе медаль «За освоение целинных земель» (30.04.1957), «За Победу над Японией» (30.09.1945), «Ветеран Труда» (07.04.1977), медаль Жукова (19.02.1996)), двумя золотыми медалями ВДНХ СССР (04.09.1969; 08.10.1971), дипломом Почёта ВДНХ СССР (16.09.1970).